# مثلث
المثلث هو أحد الأشكال الأساسية في الهندسة، وهو شكل ثنائي الأبعاد مكون من ثلاثة رؤوس تصل بينها ثلاثة أضلاع، وتلك الأضلاع هي قطع مستقيمة. ومجموع طولي أي ضلعين في مثلث أكبر من طول الضلع الثالث (شرط وجود المثلث). والمثلث الذي رؤوسه هي A و B و C يُرمز له بالرمز {\displaystyle \triangle ABC}

## أنواع المثلثات

رسم أويلر مبينا أنواع المثلثات، مستعملا المثلثات المتساوية الساقين: لها على الأقل ضلعان متساويان، أي أن المثلثات متساوية الأضلاع هن حالة خاصة من المثلثات متساويات الساقين.

### حسب أطوال الأضلاع
من الممكن تصنيف المثلثات تبعا لأطوال أضلاعها كما يلي:
- مثلث متساوي الأضلاع: هو مثلث جميع أضلاعه متساوية، وتكون جميع زوايا المثلث متساوي الأضلاع متساوية أيضا، وقيمة كل منها 60 درجة.
- مثلث متساوي الضلعين: ويسمى أيضا متساوي الساقين، هو مثلث فيه ضلعان متساويان. الزاويتان المقابلتان لهذين الضلعين متساويتان أيضا.
- مثلث مختلف الأضلاع أو أخْمَعيّ:[4] هو مثلث أطوال أضلاعه مختلفة، زوايا هذا المثلث تكون مختلفة القيم أيضا.

| مثلث متساوي الأضلاع | مثلث متساوي الساقين | مثلث مختلف الأضلاع |
| متساوي الأضلاع      | متساوي الساقين      | مختلف الأضلاع      |

### حسب زواياه الداخلية
يمكن أيضا تصنيف المثلثات تبعا لقياس الزوايا الداخلية في المثلث:
- مثلث قائم الزاوية: له زاوية قياسها 90 درجة (زاوية قائمة)، يدعى الضلع المقابل للزاوية القائمة بالوتر، وهو أطول أضلاع هذا المثلث.
- مثلث منفرج الزاوية: له زاوية قياسها أكبر من 90 درجة وأصغر من 180 درجة (زاوية منفرجة).
- مثلث حاد الزوايا: كل زواياه قياسها أصغر من 90 درجة (زاوية حادة).

| مثلث قائم | مثلث منفرج | مثلث حاد |
| قائم      | منفرج      | حاد      |

الضلع الأفقي يسمى «قاعدة المثلث».

## حقائق عن المثلثات

### مجموع زوايا المثلث

مجموع الزوايا الداخلية للمثلث 180 درجة (الزوايا التي لها نفس اللون متساوية).

مجموع الزوايا الداخلية للمثلث يساوي 180 درجة. هذه النتيجة صحيحة ومُبرهن عليها في الهندسة الإقليدية. هي عموما غير صحيحة في الهندسة غير الإقليدية.
ويمكن إثبات ذلك عن طريق الزاوية المستقيمة، كما هو مبين بالشكل المجاور.

### الزاوية الخارجية للمثلث

الزاوية الخارجية للمثلث

الزاوية الخارجية للمثلث تساوي مجموع الزاويتين الداخلتين غير المجاورة لها.
في الشكل المجاور يكون قياس الزاوية (ACD) يساوي مجموع قياسي الزاويتين (ABC) و (BAC).
مجموع الزوايا الخارجية الثلاثة (واحدة لكل رأس) لأي مثلث هو 360 درجة.

### تطابق مثلثين
يقال عن مثلثين أنهما متطابقان إذا توافرت أحد الشروط التالي:
1. إذا تساوت أطوال الأضلاع المتناظرة فيهما (ضلع، ضلع، ضلع).
2. إذا تساوت زاويتان من المثلث الأول مع زاويتين في المثلث الثاني وتساوى طول الضلع المشترك بين الزاويتين مع نظيره في المثلث الثاني (زاوية، ضلع، زاوية).
3. إذا تساوى قياس زاوية من مثلث قياس زاوية من مثلث آخر وتساوت أطوال الضلعين اللذين يحتويان هذه الزاوية في مثلث مع أطوال الضلعين المناظرين في المثلث الثاني (ضلع، زاوية، ضلع).

#### نتائج التطابق
- مساحتي المثلثين المتطابقين متساويتين.
- محيطي المثلثين المتطابقين متساويين.

### تشابه مثلثين
يقال عن مثلثين أنهما متشابهين إذا كانت الزوايا المتقابلة لكل منهما متساوية، أي عندما ينتج أحدهما عن الآخر بتكبيره أو تصغيره. وتكون أطوال أضلاع المثلثين المتشابهين متناسبة، أي أنه إذا كان طول أقصر أضلاع المثلث الأول هو ضعفا طول أقصر أضلاع المثلث الثاني، فإن طول كل من الضلعين الأطول والمتوسط من المثلث الأول هو ضعفا طولي الضلعين الأطول والمتوسط من المثلث الثاني أيضا، وبالتالي فإن النسبة بين طولي الضلعين الأقصر والأطول في المثلث الأول مساوية للنسبة بين طولي الضلعين الأقصر والأطول في المثلث الثاني. ويرمز للتشابه بالرمز (~)

#### حالات التشابه
1. يتشابه مثلثان إذا تناسبت أطوال الأضلاع المتناظرة فيهما (ضلع، ضلع، ضلع).
2. يتشابه مثلثان إذا تساوت زاويتان من المثلث الأول مع زاويتين في المثلث الثاني (زاويا).
3. يتشابه مثلثان إذا تساوى قياس زاوية من مثلث قياس زاوية من مثلث آخر وتناسبت أطوال الضلعين اللذين يحتويان هذه الزاوية (ضلع، زاوية، ضلع).

#### نتائج التشابه
- النسبة بين مساحتي مثلثين متشابهين تساوي مربع النسبة بين طولي أي ضلعين متناظرين فيهما.
- النسبة بين محيطي مثلثين متشابهين تساوي النسبة بين طولي أي ضلعين متناظرين فيهما.

### نظرية فيثاغورس
واحدة من النظريات الأساسية في المثلثات هي نظرية فيثاغورس والتي تنص على أنه في المثلث القائم، مربع طول الوتر (c) يساوي مجموع مربعي طولي الضلعين القائمين (a, b)، أي:
{\displaystyle c^{2}=a^{2}+b^{2}\,}

نظرية فيثاغورس

مما يعني أن معرفة طولي ضلعين من المثلث القائم، كافٍ لمعرفة طول الضلع الثالث:
من الممكن تعميم نظرية فيتاغورس لتشمل أي مثلث عبر قانون جيب التمام:
مربع طول الضلع = مجموع مربعي الضلعين الآخرين مطروح منه ضعف حاصل ضرب طولي الضلعين الآخرين في جيب تمام «الزاوية المحصورة بينهما»
{\displaystyle c^{2}=a^{2}+b^{2}-2ab\ Cos\theta \,}
و هو صحيح لكل المثلثات حتى لو لم تكن الزاوية ({\displaystyle \theta \,}) قائمة.

## حساب مساحة المثلث
انظر قوانين مساحة المثلث.

### باستعمال علم المثلثات
أبسط طريقة لحساب مساحة المثلث وأكثرها شهرة هي:
المساحة = ½ القاعدة × الارتفاع
{\displaystyle Area={\frac {1}{2}}bh}
حيث {\displaystyle b} هي طول قاعدة المثلث و {\displaystyle h} هو ارتفاع المثلث. قاعدة المثلث تمثل أي ضلع من أضلاع المثلث والارتفاع هو طول العمود النازل على هذه القاعدة من الرأس المقابل لها.
من الممكن البرهان على ذلك من خلال الشكل التالي:
| حساب مساحة المثلث هندسيا                                               |
| يحول المثلث أولاً لمتوازي أضلاع مساحته ضعف مساحة المثلث، ثم إلى مستطيل. |

### باستعمال صيغة هيرو
يمكن حساب المساحة باستخدام صيغة هيرو (أو هيرون) وذلك كالتالي:
{\displaystyle A={\sqrt {s\left(s-a\right)\left(s-b\right)\left(s-c\right)}}}
حيث s هو نصف طول محيط المثلث:
{\displaystyle s={\frac {a+b+c}{2}}.}
و a و b و c أطوال أضلاع المثلث ABC.

### 1. باستعمال المتجهات
قد تحسب مساحة متوازي أضلاع في فضاء اقليدي ثلاثي الأبعاد باستعمال المتجهات. ليكن AB (قد يرمز إلى المتجهة AB ب {\displaystyle \scriptstyle {\overrightarrow {AB}}}) و AC المتجهتين المنطلقتين من A والواصلتين إلى B و C على التوالي. مساحة متوازي الأضلاع ABCD هي
{\displaystyle |\mathbf {AB} \times \mathbf {AC} |}
والذي يعنى وُسع الضرب الاتجاهي للمتجهتين AB و AC. مساحة المثلث تساوي نصف هذا الوسع أي:
{\displaystyle {\frac {1}{2}}|\mathbf {AB} \times \mathbf {AC} |}

## نقاط ومستقيمات ودوائر متصلة بالمثلث
- المنصف العمودي أو المتوسط العمودي لمثلث هو مستقيم عمودي على أحد أضلاع المثلث من منتصفه، وتتلاقى المتوسطات العمودية لمثلث في نقطة تسمى مركز الدائرة المحيطة بالمثلث، ويكون لهذه النقطة نفس البعد عن رؤوس المثلث الثلاثة، ويكون تقاطع متوسطين عموديين فقط كافياً لمعرفة مركز هذه الدائرة.

الدائرة المحيطة لمثلث تمر من رؤوس المثلث

- تقول نظرية الدائرة المحيطة بمثلث قائم أنه إذا كان مركز الدائرة المحيطة بالمثلث على ضلع من أضلاع المثلث فإن الزاوية المقابلة لهذا الضلع تكون قائمة.

نقطة تقاطع الارتفاعات في مثلث تسمى المركز القائم

- الارتفاع هو مستقيم يمر براّس من رؤوس المثلث ويكون عمودياً على الضلع المقابل للرأس. ويمثل الارتفاع البعد بين الرأس والضلع المقابل له كما تتقاطع الارتفاعات في نقطة تسمى مركز قائم.

تقاطع منصفات الزوايا في مركز الدائرة المحاطة بالمثلث

- منصف الزاوية هو مستقيم يمر من أحد رؤس المثلث ويقسم الزاوية إلى نصفين وتتقاطع المنصفات الثلاثة في مركز الدائرة المحاطة بالمثلث وهي الدائرة التي تمس أضلاع المثلث الثلاثة.
- المتوسط هو قطعة مستقيم تنطلق من أحد رؤس المثلث وتمر من منتصف الضلع المقابل لهذا الرأس وتتقاطع المتوسطات الثلاثة في نقطة تسمى مركز ثقل المثلث ويكون تقاطع متوسطين فقط كافياً لمعرفة مركز الثقل. كما يكون البعد بين رأس المثلث ومركز الثقل مساوياً لـ{\displaystyle {\frac {2}{3}}} من طول المتوسط الصادر من ذلك الرأس.

المتوسطات ومركز الثقل.

- منتصفات الأضلاع ونقطة تقاطع الارتفاع والضلع المقابل له موجودة كلها على دائرة النقاط التسعة للمثلث والنقاط الثلاثة المتبقية هي منتصف البعد بين رأس المثلث والمركز القائم ونصف قطر دائرة النقاط التسعة يساوي ½ نصف قطر الدائرة المحيطة بالمثلث.

دائرة النقاط التسعة

## المثلثات غير المستوية
انظر الهندسة الكروية والهندسة الزائدية.

## المثلثات في الهندسة المعمارية

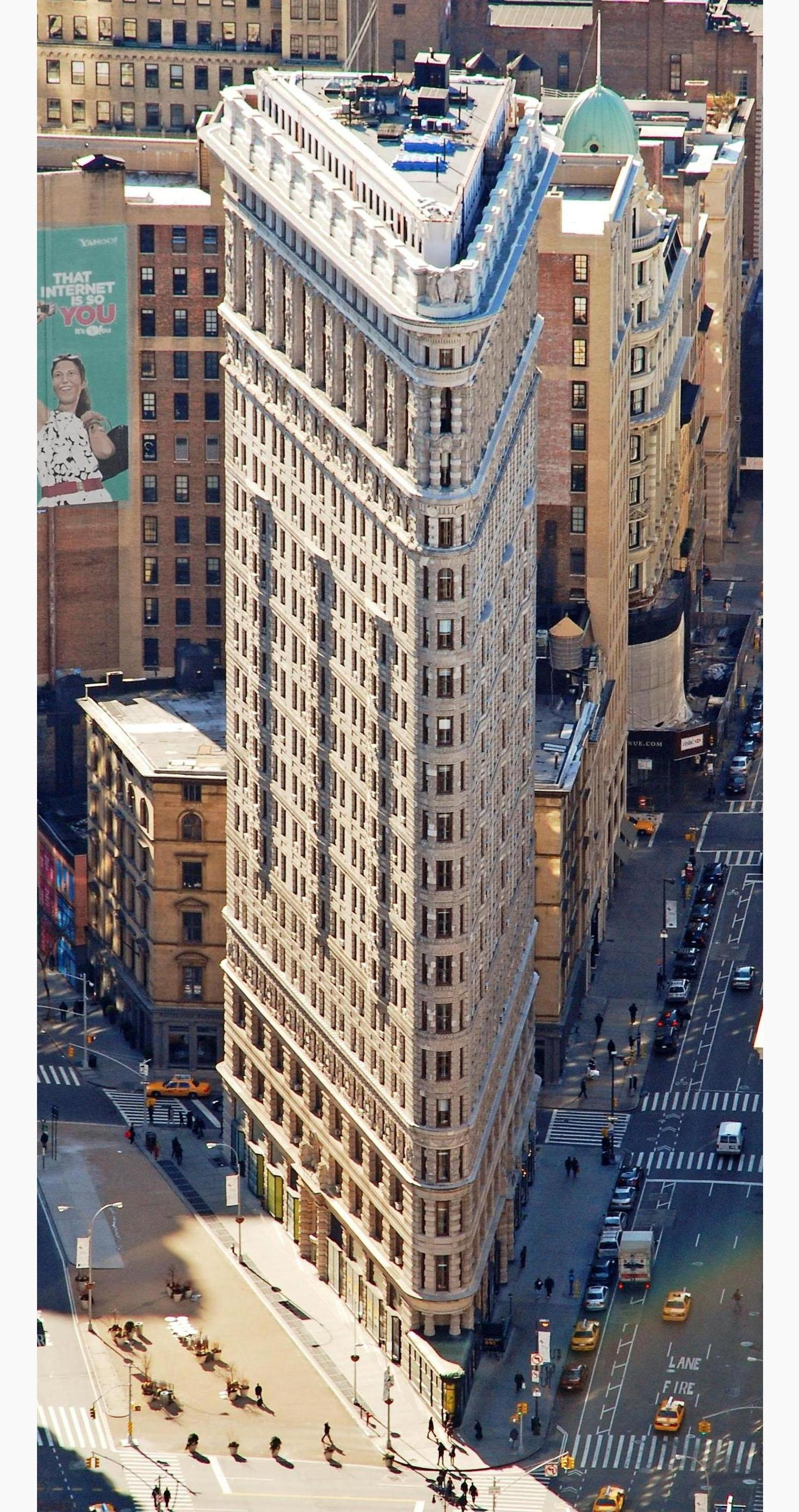
مبنى فلاتيرون في نيويورك بُني على شكل موشور مثلثي

يعتقد أن المثلثات ستستعمل في المستقبل أكثر مما هي عليه الآن في المعمار، حيث تزداد الهندسة المعمارية تعقدا.